# Biola Javierre
Biola María Javierre Martínez (Huesca, 1983) es una bióloga e investigadora española destacada por sus estudios sobre la leucemia. La Fundación L'Oréal de la UNESCO reconoció a Javierre por su talento como una de las 15 'International Rising Talents' en 2019.

## Trayectoria
Es licenciada en biología y bioquímica por la Universidad de Navarra y doctora por la Universidad Autónoma de Madrid. Desarrolló su periodo posdoctoral en un centro asociado a la Universidad de Cambridge. Su interés por la ciencia empezó desde pequeña durante el tiempo que pasó con su padre en el laboratorio del colegio. Javierre ha desarrollado una técnica que permite conocer qué secuencias reguladoras del genoma controlan la actividad de cada gen en cada tipo celular.
Lidera un grupo de investigación para combatir la leucemia en el Instituto de Investigación Josep Carreras (IJC). Dentro de este equipo, Javierre se ha especializado en leucemia linfoblástica aguda (LLA) y algunas de sus investigaciones se dirigen a conocer las interacciones de la cromatina en los procesos celulares, y detectar aquellas células madre hematopoyéticas y otras indiferenciadas que genera la sangre, que se manifiestan en la mayoría de leucemias agudas.
Ha realizado intervenciones públicas sobre la dificultad de conciliar la vida familiar y personal, como madre de dos hijos, con su trabajo profesional y científico. Javierre denuncia la escasa visibilidad de la mujer en la ciencia, resultado de la brecha de género.

## Reconocimientos
Entre las instituciones que le otorgan reconocimientos, se encuentra la Fundación L'Oréal de la UNESCO que, en 2019, la reconoció como una de las investigadoras jóvenes más prometedoras del mundo, dentro del programa For Women in Sciences. La octava edición del Top 100 Mujeres Líderes en España, celebrado el lunes 25 de noviembre de 2019, colocó a Javierre dentro del listado de mujeres referentes en la sanidad española.